# Пакље
Пакље је насељено место града Ваљева у Колубарском округу. Према попису из 2022. било је 75 становника .
- Пакље - панорама
- Пакље - панорама
- Пакље - панорама
- Пакље - панорама
- Пакље - панорама
- Пакље - панорама
- Пакље - панорама

## Демографија
У насељу Пакље живи 105 пунолетних становника, а просечна старост становништва износи 45,4 година (42,3 код мушкараца и 49,2 код жена). У насељу има 37 домаћинстава, а просечан број чланова по домаћинству је 3,24.
Ово насеље је у потпуности насељено Србима (према попису из 2002. године), а у последња три пописа, примећен је пад у броју становника.
|  |

| Демографија | Демографија | Демографија |
| Година      | Становника  | Становника  |
| ----------- | ----------- | ----------- |
| 1948.       | 258         |             |
| 1953.       | 273         |             |
| 1961.       | 237         |             |
| 1971.       | 214         |             |
| 1981.       | 171         |             |
| 1991.       | 130         | 130         |
| 2002.       | 120         | 120         |

| Етнички састав према попису из 2002.‍ | Етнички састав према попису из 2002.‍ | Етнички састав према попису из 2002.‍ | Етнички састав према попису из 2002.‍ | Етнички састав према попису из 2002.‍ |
| ------------------------------------ | ------------------------------------ | ------------------------------------ | ------------------------------------ | ------------------------------------ |
|                                      |                                      |                                      |                                      |                                      |
| Срби                                 | Срби                                 |                                      | 120                                  | 100,0%                               |
| непознато                            | непознато                            |                                      | 0                                    | 0,0%                                 |

| Година пописа     | 1948. | 1953. | 1961. | 1971. | 1981. | 1991. | 2002. |
| ----------------- | ----- | ----- | ----- | ----- | ----- | ----- | ----- |
| Број домаћинстава | 43    | 46    | 43    | 43    | 42    | 40    | 37    |

| Број чланова      | 1 | 2  | 3 | 4 | 5 | 6 | 7 | 8 | 9 | 10 и више | Просек |
| ----------------- | - | -- | - | - | - | - | - | - | - | --------- | ------ |
| Број домаћинстава | 8 | 10 | 4 | 6 | 3 | 4 | 1 | 0 | 0 | 1         | 3,24   |

| Пол    | Укупно | Неожењен/Неудата | Ожењен/Удата | Удовац/Удовица | Разведен/Разведена | Непознато |
| ------ | ------ | ---------------- | ------------ | -------------- | ------------------ | --------- |
| Мушки  | 61     | 24               | 35           | 1              | 1                  | 0         |
| Женски | 49     | 4                | 33           | 12             | 0                  | 0         |
| УКУПНО | 110    | 28               | 68           | 13             | 1                  | 0         |

| Пол    | Укупно                    | Пољопривреда, лов и шумарство | Рибарство                            | Вађење руде и камена | Прерађивачка индустрија       |
| ------ | ------------------------- | ----------------------------- | ------------------------------------ | -------------------- | ----------------------------- |
| Мушки  | 32                        | 20                            | 0                                    | 0                    | 5                             |
| Женски | 20                        | 16                            | 0                                    | 0                    | 2                             |
| УКУПНО | 52                        | 36                            | 0                                    | 0                    | 7                             |
| Пол    | Производња и снабдевање   | Грађевинарство                | Трговина                             | Хотели и ресторани   | Саобраћај, складиштење и везе |
| Мушки  | 0                         | 3                             | 0                                    | 2                    | 0                             |
| Женски | 0                         | 0                             | 1                                    | 0                    | 0                             |
| УКУПНО | 0                         | 3                             | 1                                    | 2                    | 0                             |
| Пол    | Финансијско посредовање   | Некретнине                    | Државна управа и одбрана             | Образовање           | Здравствени и социјални рад   |
| Мушки  | 0                         | 1                             | 0                                    | 0                    | 1                             |
| Женски | 0                         | 0                             | 0                                    | 1                    | 0                             |
| УКУПНО | 0                         | 1                             | 0                                    | 1                    | 1                             |
| Пол    | Остале услужне активности | Приватна домаћинства          | Екстериторијалне организације и тела | Непознато            | Непознато                     |
| Мушки  | 0                         | 0                             | 0                                    | 0                    | 0                             |
| Женски | 0                         | 0                             | 0                                    | 0                    | 0                             |
| УКУПНО | 0                         | 0                             | 0                                    | 0                    | 0                             |